# Juan Ángel Arias Boquín
Juan Ángel Arias Boquín (nacido en Comayagua, el 7 de agosto de 1859 y falleció en Guatemala en 1927) fue médico y político hondureño y Presidente de la República en 1903, aunque considerado como el "Gobierno Usurpador".

## Biografía
Sus padres fueron el doctor Celeo Arias presidente de Honduras en el periodo de 1872-1874; y Doña Francisca Boquín, sus estudios de Medicina, los realizó en la Universidad de El Salvador.
- En fecha 31 de enero de 1884 fue nombrado rector de la Universidad Nacional de Occidente en la ciudad de Santa Rosa de Copán donde conoció a la distinguida señorita Margarita Fiallos Castellanos,[Nota 1] con quien se casaría posteriormente y con quien procearía a Judith Francisca Arias Fiallos.[Nota 2] Lastenia Josefa,[Nota 3] y Clementina[Nota 4] Al doctor Arias Boquín se le atribuyen haber mantenido varios romances, con la dama Josefina Salazar, además de Eugenia Bonilla, prima de Policarpo Bonilla, entre otras tantas damas de la sociedad hondureña de principios del siglo XX.

- Se le otorgó la dirección del Instituto Científico "San Carlos" de Santa Rosa de Copán en el período de 1884-1886.
- Entre 1886 a 1889 fue editor de “La Voz de Copán” un semanario que se publicaba en la ciudad de Santa Rosa, este fue un medio para hacerse público en sus pretensiones políticas, en 1897 el presidente Policarpo Bonilla ordenó su arresto debido a la conspiración que contra su gobierno se hacía de líderes del propio Partido Liberal de Honduras, los seguidores de Arias Boquín se hacían llamar "Aristas", esto junto a otros movimientos de militantes desemboco en el mes de abril en la "Revuelta Soto" encabezada por el primo de Marco Aurelio Soto el doctor Enrique Soto.[2]

- 1899 a 1903, fue Ministro de Instrucción Pública, en el gabinete de gobierno del presidente Terencio Sierra.
- Entre el 30 de enero al 18 de febrero de 1903, es miembro del Consejo de Ministros de Honduras de 1903.

Debido a la necesidad de boticas en la región, el doctor Juan Ángel Arias Boquín, fundó la "Farmacia Central" que estuvo situada donde actualmente se encuentran las oficinas principales del Banco de Occidente, S.A..

## Vida política
Juan Ángel Arias Boquín fue proclamado como candidato del Partido Liberal, para las elecciones presidenciales hondureñas a suceder en 1902; para dar impulso a la candidatura se fundó "El Debate" un semanario político, liberal, redactado en la ciudad de San Pedro Sula y siendo Directores: Manuel F. Barahona y Teodoro F. Boquín y en oposición a la del general Manuel Bonilla candidato del Partido La Democracía.

### Elecciones generales de 1902
Manuel Bonilla era el candidato oficial del Partido La democracia (Base que fue del hoy Partido Nacional de Honduras), obteniendo 28,550 votos (48.7%) proclamándose ganador, los otros candidatos fueron el propio doctor Juan Ángel Arias Boquín del Partido Liberal de Honduras que obtuvo 25,118 votos (42,9%); y el doctor Marco Aurelio Soto del Partido Club Unión patriótica que obtuvo 4,857 votos (8.3%)

## Presidente
El doctor Arias Boquín en fecha 18 de febrero de 1903 y ante el presidente del Congreso Nacional de Honduras, tomó posesión como Presidente de la República, a la cual los opositores nacionalistas, la llamaron, tanto inconstitucional, como usurpadora.

### Gabinete de Gobierno
El presidente Arias Boquín, conformo el gabinete de su gobierno con declaradas personalidades seguidoras del liberalismo "Arismo" fundado por el doctor Céleo Arias.
| MINISTERIO DE                  | MINISTRO                         |
| ------------------------------ | -------------------------------- |
| Fomento y Obras Públicas       | Francisco Altschul               |
| Gobernación                    | Manuel Bueso Cuéllar             |
| Guerra                         | Máximo Betancourt Rosales        |
| Hacienda y Crédito Público     | presbítero Jesús María Rodríguez |
| Justicia e Instrucción Pública | Joaquín Soto                     |
| Relaciones Exteriores          | Jesús Bendaña                    |

## Derrocamiento
Ese mismo año (1903) el 23 de febrero, el candidato ganador de las pasadas elecciones de 1902, el general Manuel Bonilla Chirinos, se declaró Presidente en la Isla de Amapala, las fuerzas gubernamentales y las "manuelistas" entraron en combate, el general Ezequiel Ferrera había sufrido una derrota catastrófica a la altura de Ocotepeque con las tropas enemigas conservadoras y seguidores de Bonilla; por ende, el pueblo no deseaba un presidente débil y acción con la cual le valió como lanzadera al doctor Arias Boquín, por su fama pública. Seguidamente, se declaró su gobierno como inconstitucional, y se le retiró de la presidencia en fecha 13 de abril de 1903 aunque el General Manuel Bonilla Chirinos de filosofía conservadora, ya tenía el nombramiento como presidente de la república desde el 1 de febrero del mismo año. En consecuencia, el doctor Juan Ángel Arias Boquín, decidió irse a la ciudad de Santa Rosa de Copán, donde hizo público sus pretensiones de ansiar la presidencia. 

### Candidato por segunda ocasión
En 1923 por segunda vez fue candidato a la presidencia, donde perdería las elecciones.
Los resultados de las elecciones generales fueron las siguientes: el candidato del Partido Nacional de Honduras doctor Tiburcio Carias Andino, obtuvo 48,541 votos (47.1%); seguido del candidato del Partido Liberal Constitucional doctor Policarpo Bonilla con 35,160 votos (33.4%) y del candidato del Partido Liberal de Honduras doctor Juan Ángel Arias Boquín, con 20,424 votos (19.4%). Proclamándose ganador Carias Andino y quien no ascendió a la presidencia debido a que el presidente saliente general Rafael López Gutiérrez se declaró "Dictador" por consiguiente, en el mes de febrero de 1924 sucedería la Segunda Guerra Civil de Honduras, razón por la cual Arias Boquín decidiera marcharse del país, con destino a Quirigua, república de Guatemala en donde vivió hasta la fecha de su fallecimiento el 29 de abril de 1927.

### Ascendencia
Bosquejo del Árbol genealógico de la ascendencia del doctor Juan Ángel Arias Boquín. 
|  |                            |  |  |  |  |  |  |  |  |  |  |  |  |  |  |  |
|  | 4. Juan Ángel Arias        |  |  |  |  |  |  |  |  |  |  |  |  |  |  |  |
|  |                            |  |  |  |  |  |  |  |  |  |  |  |  |  |  |  |
|  |                            |  |  |  |  |  |  |  |  |  |  |  |  |  |  |  |
|  | 2. Carlos Céleo Arias Lópe |  |  |  |  |  |  |  |  |  |  |  |  |  |  |  |
|  |                            |  |  |  |  |  |  |  |  |  |  |  |  |  |  |  |
|  |                            |  |  |  |  |  |  |  |  |  |  |  |  |  |  |  |
|  | 5. Juana Lópe              |  |  |  |  |  |  |  |  |  |  |  |  |  |  |  |
|  |                            |  |  |  |  |  |  |  |  |  |  |  |  |  |  |  |
|  |                            |  |  |  |  |  |  |  |  |  |  |  |  |  |  |  |
|  | 1. Juan Ángel Arias Boquín |  |  |  |  |  |  |  |  |  |  |  |  |  |  |  |
|  |                            |  |  |  |  |  |  |  |  |  |  |  |  |  |  |  |
|  |                            |  |  |  |  |  |  |  |  |  |  |  |  |  |  |  |
|  | 3. Francisca Boquín        |  |  |  |  |  |  |  |  |  |  |  |  |  |  |  |
|  |                            |  |  |  |  |  |  |  |  |  |  |  |  |  |  |  |
|  |                            |  |  |  |  |  |  |  |  |  |  |  |  |  |  |  |